# Martin Whitmarsh
Martin Whitmarsh (geboren op 29 april 1958) was de CEO en Hoofd Technisch Directeur van McLaren Racing, een dochteronderneming van de McLaren Groep, en hij was ook teambaas van Vodafone McLaren-Mercedes, waar hij Ron Dennis opvolgde op 1 maart 2009, nadat deze met pensioen ging. Whitmarsh was ook een tijdje de voorzitter van de Formula One Teams Association en had daarmee de verantwoordelijkheid om de belangen van de Formule 1 teams te vertegenwoordigen. In 2014 werd hij de laan uitgestuurd vanwege tegen vallende prestaties. 
Vanaf 1 oktober 2021 is Witmarsh CEO van Aston Martin Performance Technologies